# گمینا بتوم اودژانگسکی
گمینا بتوم اودژانگسکی (به لهستانی:  Gmina Bytom Odrzański) یک گمینا در لهستان است که در شهرستان نووا سول واقع شده‌است. گمینا بتوم اودژانگسکی ۵۲٫۴۱ کیلومتر مربع مساحت و ۵٬۳۵۹ نفر جمعیت دارد.